# Lajos Jekelfalussy
Lájos Sándor Jekelfalussy (maďarsky jekelfalusi és margitfalvi Jekelfalussy Lájos Sándor, německy Ludwig Alexander Jekelfalussy von Jekelfalva und Margitfalva) (1. října 1848 Sačurov – 22. července 1911 Lontov) byl uherský šlechtic a rakousko-uherský generál. Pocházel ze staré šlechtické rodiny z Horních Uher a od mládí sloužil u uherské zeměbrany, kde dosáhl vysokých hodností. V armádě nakonec získal hodnost generála pěchoty (1908) a v letech 1906–1910 zastával funkci ministra zeměbrany v uherské vládě.

## Životopis

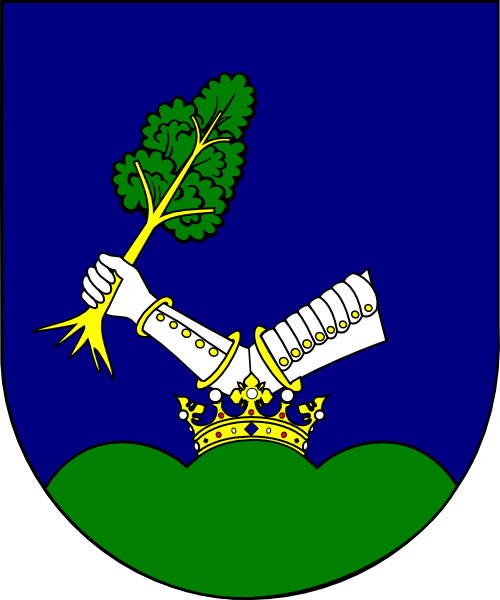
Erb rodu Jekelfalussy

Pocházel ze staré uherské šlechtické rodiny, byl synem Sándora Jekelfalussyho (1823–1882) a jeho manželky Kamily, rozené hraběnky Feštetićové (1825–1903). Studoval na vojenské akademii v Hranicích, do armády vstoupil v roce 1868 jako příslušník královské uherské zeměbrany v Prešově a již o rok později byl poručíkem. V letech 1876–1878 si doplnil vzdělání na Válečné škole (K.u.k. Kriegschule) ve Vídni, později sám působil jako vojenský pedagog, mezitím sloužil mimo jiné v Košicích. V roce 1878 získal titul c. k. komořího a postupoval v hodnostech, souběžně působil na uherském ministerstvu zeměbrany. V roce 1890 byl povýšen na plukovníka a poté byl velitelem různých jednotek královské uherské zeměbrany. V roce 1896 dosáhl hodnosti generálmajora a stal se velitelem pěchotní brigády uherské zeměbrany v Debrecíně.

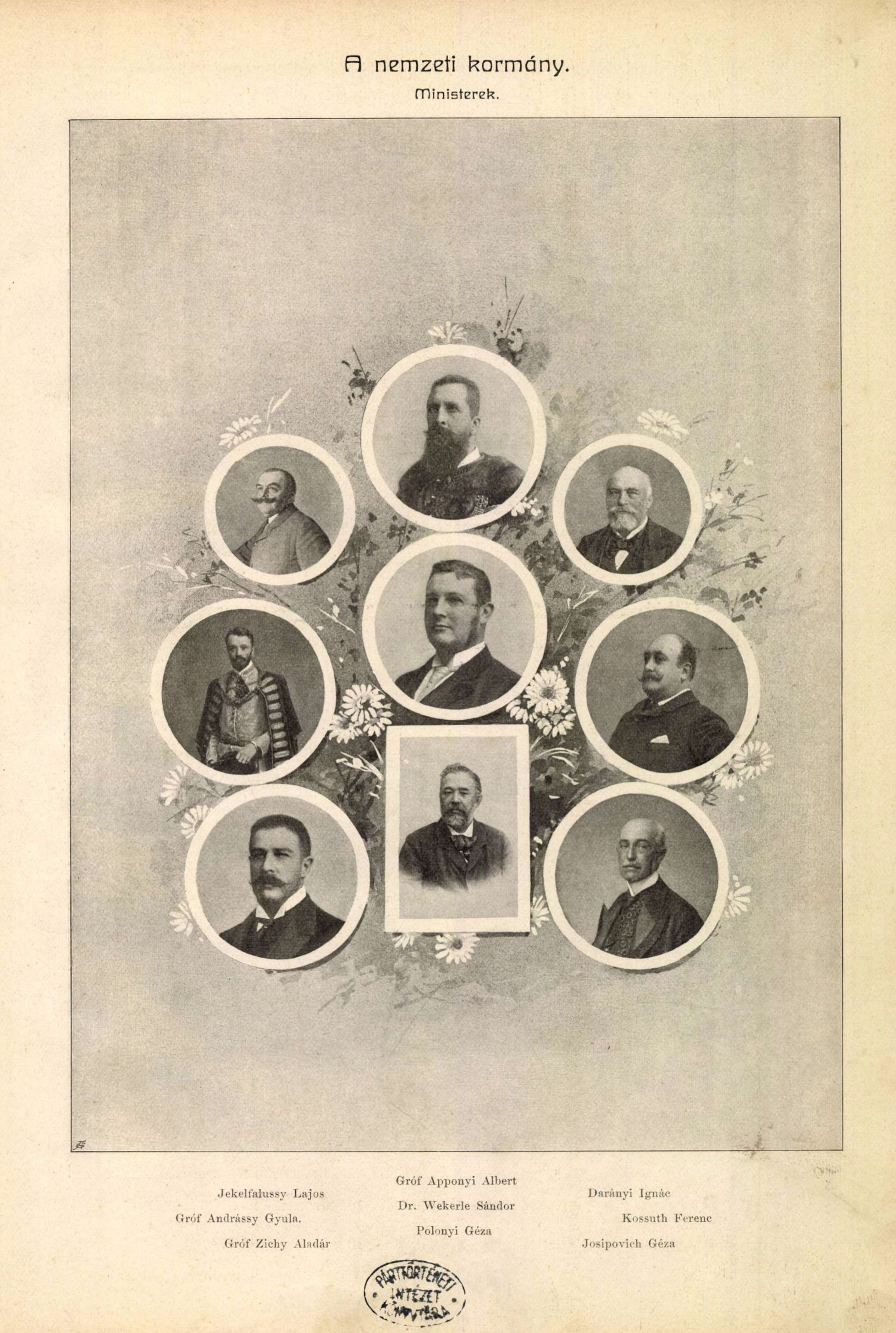
Uherský vládní kabinet 1907, Lajos Jekelfalussy vlevo nahoře

V roce 1899 byl jmenován polním podmaršálem a stal se sekčním šéfem na říšském ministerstvu války, kde působil až do roku 1906. Pak se vrátil do Uher a ve Wekerleho vládě zastával funkci ministra uherské zeměbrany (1906–1910). K datu 1. listopadu 1906 byl povýšen do hodnosti polního zbrojmistra, v roce 1908 navíc obdržel hodnostně identický post generála pěchoty. Jako člen vlády byl v roce 1907 jmenován c. k. tajným radou s nárokem na oslovení Excelence a v letech 1906–1910 byl také poslancem uherského zemského sněmu za Zvolenskou župu. K datu 1. února 1910 byl penzionován a zemřel o rok později na svém venkovském sídle v Lontově, kde je také pohřben.
Za zásluhy byl nositelem Řádu železné koruny II. třídy, rytířem Leopoldova řádu, dále držitelem Vojenského záslužného kříže, Vojenské záslužné medaile a Vojenského jubilejního kříže. Od německého císaře Viléma II. získal pruský Řád koruny II. třídy. Od roku 1907 byl také čestným majitelem pěšího pluku č. 60.
Jeho mladší bratr Zoltán Jekelfalussy (1862–1945) působil ve státních službách a v závěru první světové války byl posledním rakousko-uherským guvernérem v Rijece.